# Homaloptera maxinae
Homaloptera maxinae es una especie de peces de la familia Balitoridae en el orden de los Cypriniformes.

## Morfología
• Los machos pueden llegar alcanzar los 5 cm de longitud total.

## Distribución geográfica
Se encuentra en el Golfo de Tailandia y en las cuencas de los ríos Chao Phraya y Mekong.

## Hábitat
Es un pez de agua dulce.